# جی سی دی ورا
جی سی دی ورا (انگلیسی: JC de Vera؛ زادهٔ ۱۰ مارس ۱۹۸۶) بازیگر، مدل و بازیگر تلویزیون اهل فیلیپین است.